# 达米宣教会
達米宣教會（：／）是由韓國人李長林于1988年創立的新興宗教，最高機構為“達米宣教會世界總本部”。达米意为“未来临近”。1992年初傳入中國，活動一度涉及10多個省、自治區、直轄市。

## 介绍
达米，意为“末日临近”。李长林连续翻译美国人考特撰写的《世界末日论》等著作，深受影响。1988年，他自立门户成立达米宣教会，经常举办小型集会，宣传世界末日论。到1992年，该组织己建立250个支部，遍及美州、欧洲、亚洲的40多个国家和地区，信徒约10万。1992年9月24日，汉城地方检察院强力部以犯有诈骗、违反外汇兑换管理法等罪名将李长林逮捕，判处2年监禁。韩国警方也从10月28日起，在该教活动的教堂加强戒备，以防可能出现的集体自杀事件。1992年10月28日过后，並未發生世界末日事件。。

## 發展
達米宣教會以宣揚“末世論”為宗旨，宣稱“1992年10月28日23時是‘世界末日’的開始，屆時加入達米宣教會的人將隨復活的耶穌一起‘升天’，未加入達米宣教會的人將在而後的7年‘大劫難’中受苦，在1999年受到耶穌的審判”。
自1992年以來，達米宣教會頻繁派人入境中國，發展成員，建立組織，非法印製、散發大量宣揚“末日論”的宣傳品，並指使境內骨幹組織信徒進行集體“升天”活動。僅在吉林省就建立聚會點60多處，發展骨幹400餘人、信徒4000餘人，組織1200名信徒變賣家產，離開家庭，放棄生產和學習，參加“升天”活動，並準備集體自殺。

## 定性
1995年12月15日，公安部在給中組部、中宣部、最高法、最高檢等10個部門《關於邪教組織活動的情況通報》(公政[1995]第691號)中，明確“達米宣教會”為邪教組織，指控達米宣教會危害当地社会政治稳定和群众生命财产安全。

## 鏈接
1. 1 2 3 4  .   [2014-08-17]. （原始内容存档于2013-04-24）.
2. ↑  .   [2014-08-17]. （原始内容存档于2014-08-19）.
3. ↑  罗伟虹著. . 北京：宗教文化出版社. 2002年7月: 234. ISBN 7-80123-430-8.
4. ↑  孔祥涛主编；社会问题研究丛书编辑委员会编. . 南宁：广西人民出版社. 2001年1月: 242. ISBN 7-219-04284-1.
5. ↑  宣揚世界末日的韓國達米宣教會- 大洋網新聞 的存檔，存档日期2014-08-19.
6. ↑  .   [2014-08-17]. （原始内容存档于2016-03-04）.

- 巴國華人疑傳教惹禍 揭韓教會滲透中國 （页面存档备份，存于）

达米宣教会